# Freyming-Merlebach
Freyming-Merlebach är en kommun i departementet Moselle i regionen Grand Est (tidigare regionen Lorraine) i nordöstra Frankrike. Kommunen ligger i kantonen Freyming-Merlebach som tillhör arrondissementet Forbach. År 2022 hade Freyming-Merlebach 13 069 invånare.

## Befolkningsutveckling
Antalet invånare i kommunen Freyming-Merlebach
| Referens: INSEE |